# Bennostraße (Hildesheim)
Koordinaten: 52° 8′ 49″ N, 9° 55′ 42″ O

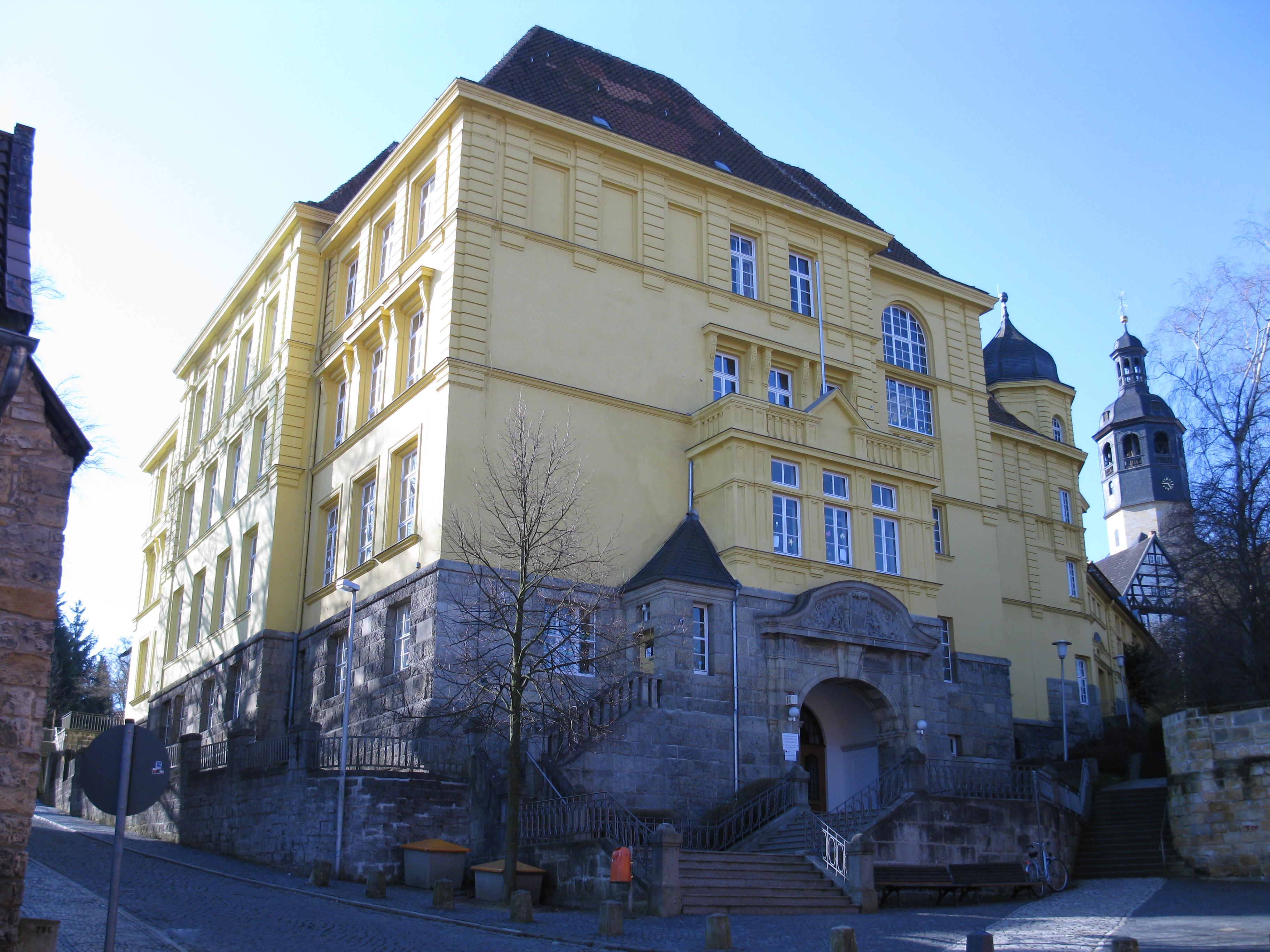
Die „Gelbe Schule“, Bennostraße 2

Die Bennostraße ist eine historische Straße im Westen von Hildesheim im Stadtteil Moritzberg, in der sich mehrere Sehenswürdigkeiten befinden, die das Bild des Stadtteils entscheidend prägen.

## Lage und Länge
Die 325 m lange Bennostraße zweigt im Bereich des kleinen Platzes „Am Bergbrunnen“ von der Bergstraße nach Süden ab. Die Hausnummern reichen von Nr. 1 bis Nr. 11, wobei die Bennostraße bis in Höhe von Haus Nr. 7 am Hang des Katzberges steil ansteigt und anschließend in Richtung zur Mittelallee bergab verläuft. An Nebenstraßen sind die 90 m lange Kleine Steuer zu nennen, die gegenüber von Haus Nr. 7 bergauf nach Westen abzweigt, sowie der zwischen den Häusern Nr. 9 und 11 nach Osten bergab führende, 120 m lange Probsteiweg. Südlich des Probsteiweges verläuft die Bennostraße durch das Waldgebiet Berghölzchen, bis sie an der Ecke zur Bennoburg in die Straße Am Katzberge übergeht.

## Geschichte
Die Bennostraße ist eine der ältesten Straßen des Hildesheimer Stadtteiles Moritzberg, der als Flecken 1911 nach Hildesheim eingemeindet wurde. Im Mittelalter war der Ort, der häufig „Bergflecken Moritzberg“ oder „Bergdorf“ genannt wurde, von einem Wall mit Graben umgeben, allerdings nicht von einer Mauer. An der Bennostraße befand sich eines der drei Tore des Befestigungsringes, das 1430 erstmals urkundlich erwähnte und nach dem nahe gelegenen Hügel Katzberg benannte Katztor. Das älteste heute noch erhaltene Gebäude der Bennostraße ist Haus Nr. 3, das 1751 als Brauhaus erbaut wurde. Im Flecken Moritzberg war die Biersteuer niedriger als in der Stadt Hildesheim, so dass es im Bergdorf zahlreiche Gaststätten gab und sich der Betrieb mehrerer Brauereien lohnte. Südlich des Katztores und damit außerhalb des Fleckens wurde an der Bennostraße gegen Ende des 18. Jahrhunderts ein heute noch erhaltener jüdischer Friedhof angelegt. Das Katztor in der Bennostraße wurde um 1832 abgetragen. Zu Beginn des 20. Jahrhunderts wurde am nördlichen Ende der Bennostraße ein repräsentatives und weithin sichtbares Schulgebäude gebaut, welches noch heute das Bild des gesamten Stadtteils entscheidend prägt und als „Gelbe Schule“ bekannt ist. Im historischen Brauhaus in Haus Nr. 3 befand sich noch bis in die 1970er Jahre eine Gaststätte mit dem Namen „Altes Brauhaus“.
Den Zweiten Weltkrieg überstand die Bennostraße unbeschädigt.

## Herkunft des Straßennamens
Nach dem Bau des Brauhauses Bennostraße 3 bürgerte sich im Volksmund bald der Name „Brauhausstraße“ ein, mit dem die heutige Bennostraße 1855 im Adressbuch des Bergfleckens Moritzberg verzeichnet wurde. Die Straße wurde jedoch in den 1880er Jahren umbenannt, nachdem eine andere Straße – die Verbindung zwischen Dingworthstraße und Im Bockfelde – 1885 im Bergdorf den Namen „Brauhausstraße“ erhalten hatte. Im Adressbuch von 1889 taucht erstmals offiziell der heutige Name „Bennostraße“ auf, und er bezieht sich auf den Baumeister der nahe gelegenen Mauritiuskirche, Dompropst Benno von Schwaben, der im Auftrag von Bischof Hezilo (1054–1079) die Kirche erbaute.

## Bauwerke und Besonderheiten
- Am Beginn der Bennostraße fällt an Haus Nr. 1A an der Ecke zur Bergstraße eine Mauer aus Natursteinen auf, auf der ein steinernes Relief mit einer Darstellung des Schutzheiligen des Bergfleckens Moritzberg, St. Mauritius, aus dem Jahr 1730 zu sehen ist.[4] Das Leben im Bergdorf Moritzberg war jahrhundertelang stark vom Katholizismus geprägt. Bei dem Fachwerkhaus hinter der Mauer handelt es sich um einen ehemaligen Stiftshof der Mauritiuskirche.
- Eines der markantesten Gebäude des gesamten Stadtteils ist das Gebäude Bennostraße 2, der 1913–1915 errichtete, viergeschossige Bau der evangelischen Grund- und Hauptschule, der wegen des gelben Putzes seit Jahrzehnten in Hildesheim unter dem Namen „Gelbe Schule“ bekannt ist. Da das Gelände sehr abschüssig ist, wurde die Schule von einer Stützmauer aus Sandstein umgeben und auf einem Sockel aus Sandsteinquadern erbaut. Der Bau wird durch Gurtgesimse gegliedert und ist von der Straße aus über Treppen durch ein repräsentatives Portal zu erreichen, dessen Baustil dem Barock nachempfunden ist. Bei den Ausschachtungsarbeiten für die Schule wurde ein Findling von rund 50 Zentnern Gewicht gefunden.[5] Aus ihm fertigte man einen Gedenkstein, der 1913 im Berghölzchen, einem nahegelegenen Wald, aufgestellt wurde. Zu Beginn des 19. Jahrhunderts bestanden Pläne, den Wald abzuholzen und an seiner Stelle Gärten anzulegen. Der Gedenkstein erinnert an den Hildesheimer Domherrn Joseph Anton Siegmund von Beroldingen, der das bewaldete Gelände kaufte, um die Abholzung zu verhindern, und an den Wegebaumeister Wilhelm Frische, der sich ebenfalls sehr für den Erhalt des Waldes eingesetzt hatte.[6]
- Gegenüber erhebt sich das 1751 erbaute Alte Brauhaus, über dessen Eingang ein weiteres Steinrelief des Hl. Mauritius angebracht ist.[7] In dem Haus wurde bis in die 1970er Jahre hinein eine Gaststätte mit dem Namen „Altes Brauhaus“ betrieben. Vor der Eingemeindung nach Hildesheim im Jahre 1911 bestanden auf dem Moritzberg zahlreiche Gaststätten, da im Bergflecken Moritzberg die Biersteuer erheblich niedriger war als in der Stadt Hildesheim.
- Das zweigeschossige Gebäude Bennostraße 4 ist ein weiteres Schulgebäude, das mit dem Gebäude Bennostraße 2 baulich verbunden ist und mit diesem einen einheitlichen Komplex bildet.[8] Es wurde am 23. April 1900 für vier Klassen als erster Schulneubau des Bergfleckens Moritzberg eingeweiht, vorher dienten das Haus Bergstraße 63 als Mädchen- und das Haus Bergstraße 78 als Knabenschule. Der Unterricht hatte dort wegen der starken Bevölkerungszunahme des Bergdorfes während der Gründerzeit in räumlich sehr beengten Verhältnissen stattfinden müssen. Das Gebäude wurde als relativ schlichter verputzter Bau errichtet. Auffällig ist, dass Fenster, Türen und Gebäudeecken durch roten Backstein hervorgehoben sind.
- Einen deutlichen Kontrast hierzu bildet das Lasallesche Haus, Bennostraße 7, das – um mehrere Meter von der Straße zurückgesetzt – gegen Ende des 19. Jahrhunderts im Stil des Neoklassizismus erbaut wurde.[9] Der dreigeschossige Nordflügel mit seinem Zeltdach hebt sich deutlich von dem zweigeschossigen Südflügel mit Gesims und einem Satteldach ab. An der der Bennostraße zugewandten Westseite, die durch unterschiedliche Fenster – teilweise handelt es sich um Rundbogen- und Zwillingsfenster – aufgelockert wird, fallen die Verdachungen der Fenster auf. Eines der Nebengebäude, das unmittelbar an der Bennostraße erbaut wurde, diente als Orangerie.[10]
- Gegenüber von Haus Nr. 11 ist der Jüdische Friedhof sehenswert, der außerhalb des Bergfleckens Moritzberg 1800–1849 angelegt wurde.[11] Erhalten sind 29 Grabsteine mit hebräischer, deutscher und, in zwei Fällen, englischer Beschriftung, die 1960 waagerecht hingelegt wurden. Der Friedhof befindet sich an der Bennostraße auf dem Gebiet des Berghölzchens, eines bewaldeten Hügels. Der älteste Grabstein, auf dem eine lesbare Jahreszahl zu erkennen ist, bezieht sich auf einen Todesfall von Mai 1780.[12] Während der Zeit des Nationalsozialismus blieb der Friedhof unangetastet, da seine Einebnung oder Beseitigung als „nicht kriegswichtig“ erachtet wurde.[13] Die Grabsteine wurden 1960 neu angeordnet und waagerecht hingelegt. Die meisten wurden 2019 wieder aufgestellt. Anfang der 1990er Jahre bestanden Pläne, den Friedhof einzuebnen und an seiner Stelle eine Wendeschleife für eine Wohnanlage am Ende der Bennostraße anzulegen. Dank massiver Proteste der Anwohner wurden die Pläne jedoch nicht realisiert, und 1991 wurde der Friedhof durch das Institut für Denkmalpflege in Hannover als „Baudenkmal“ und damit als ein erhaltenswertes kulturelles Erbe anerkannt.[14]
- Am südwestlichen Ende der Bennostraße, unweit der Ecke zur Bennoburg, ist, ebenfalls im Bereich des Berghölzchens, ein steinernes Flurkreuz aus der Mitte des 19. Jahrhunderts sehenswert. Es diente als Station bei Flur- und Fronleichnamsprozessionen und weist auf die ländliche Struktur des Bergfleckens Moritzberg hin, die jahrhundertelang vom Katholizismus geprägt war. Das Flurkreuz wurde wenige Meter westlich der Bennostraße errichtet, es ist von Sträuchern und altem Baumbestand umgeben und auffallend schlicht in seiner Gestaltung.

Galerie
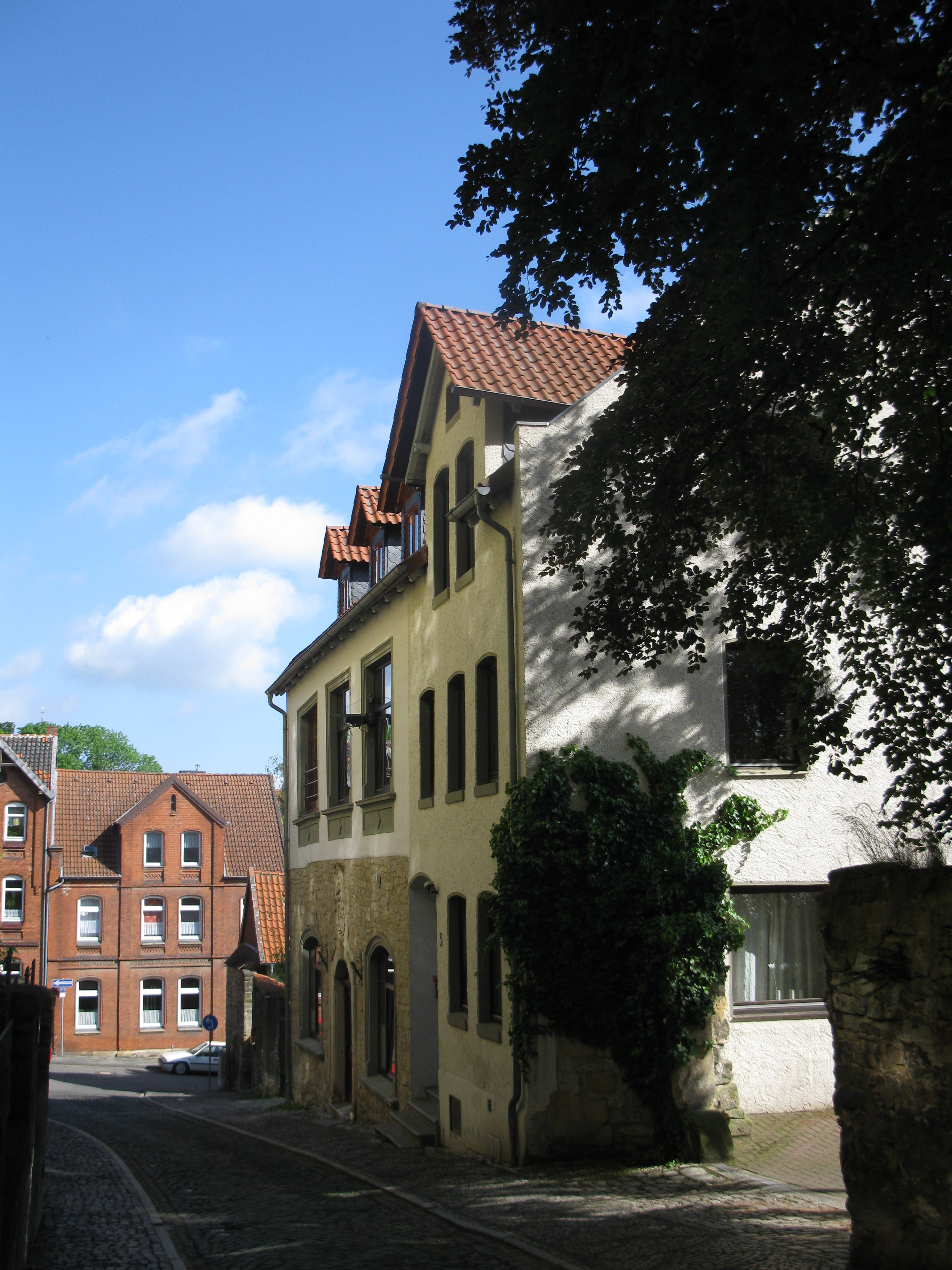
Altes Brauhaus (1751)
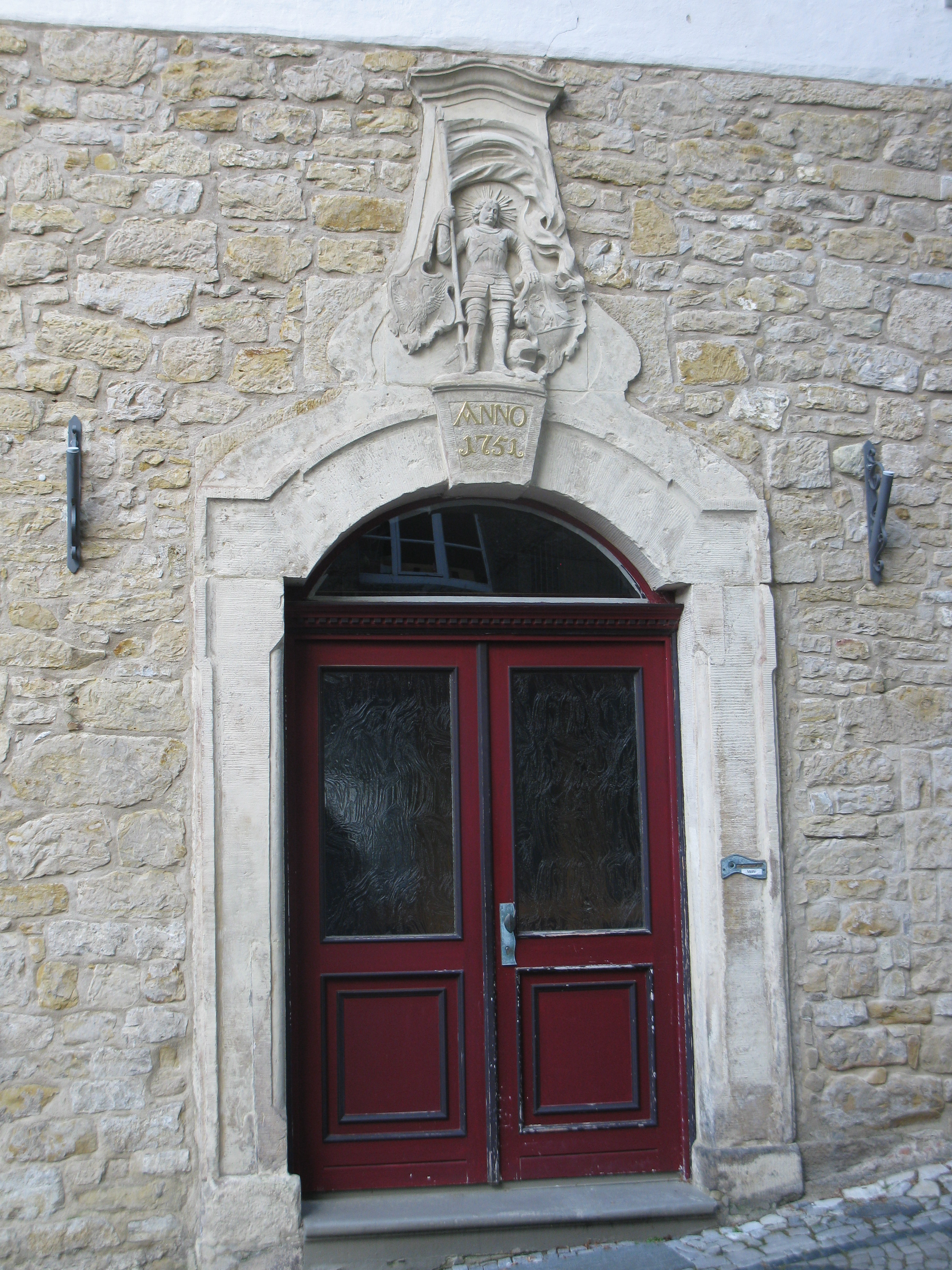
Relief des hl. Mauritius am Alten Brauhaus
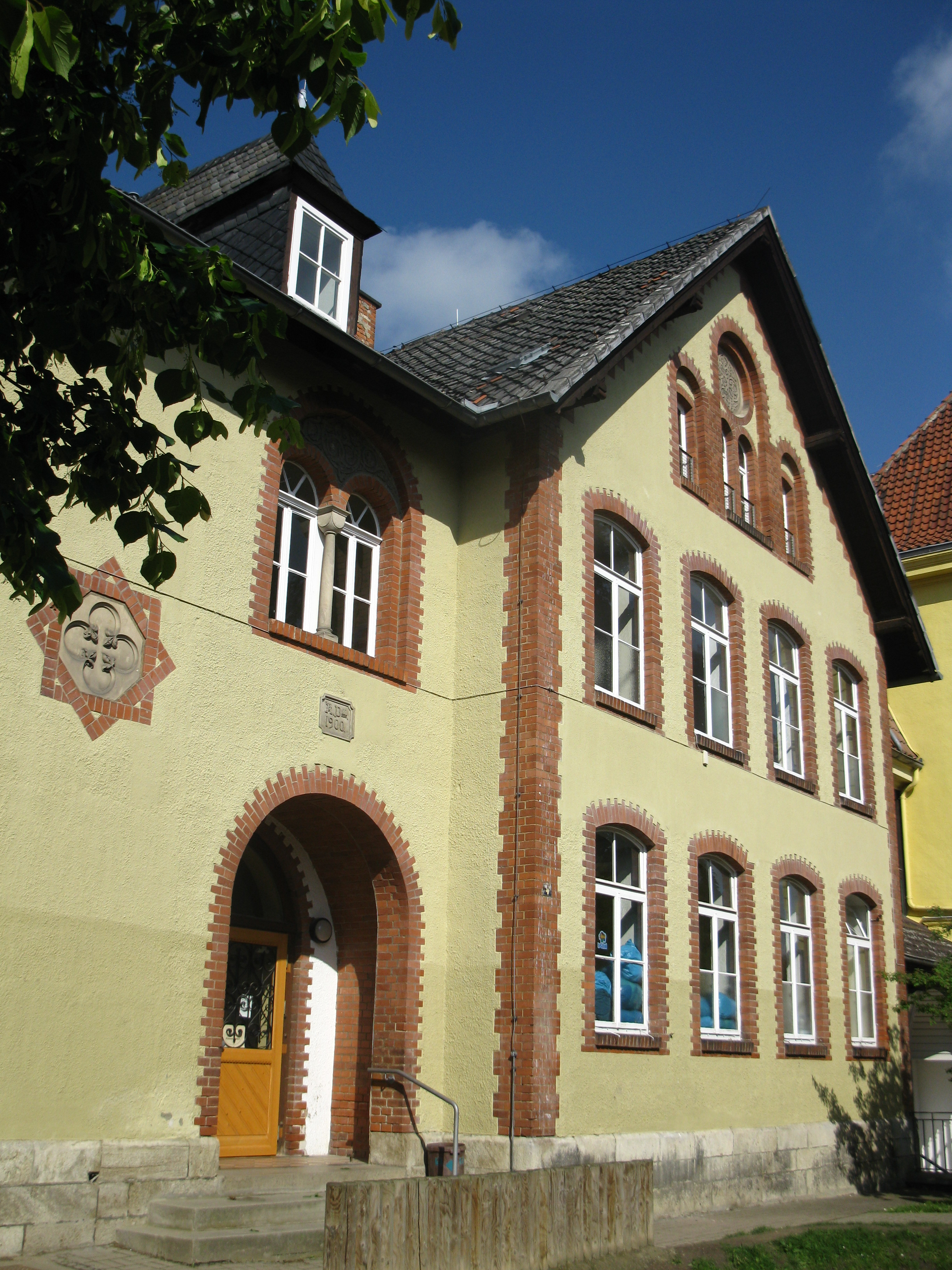
Alte Schule (1900), Bennostraße 4
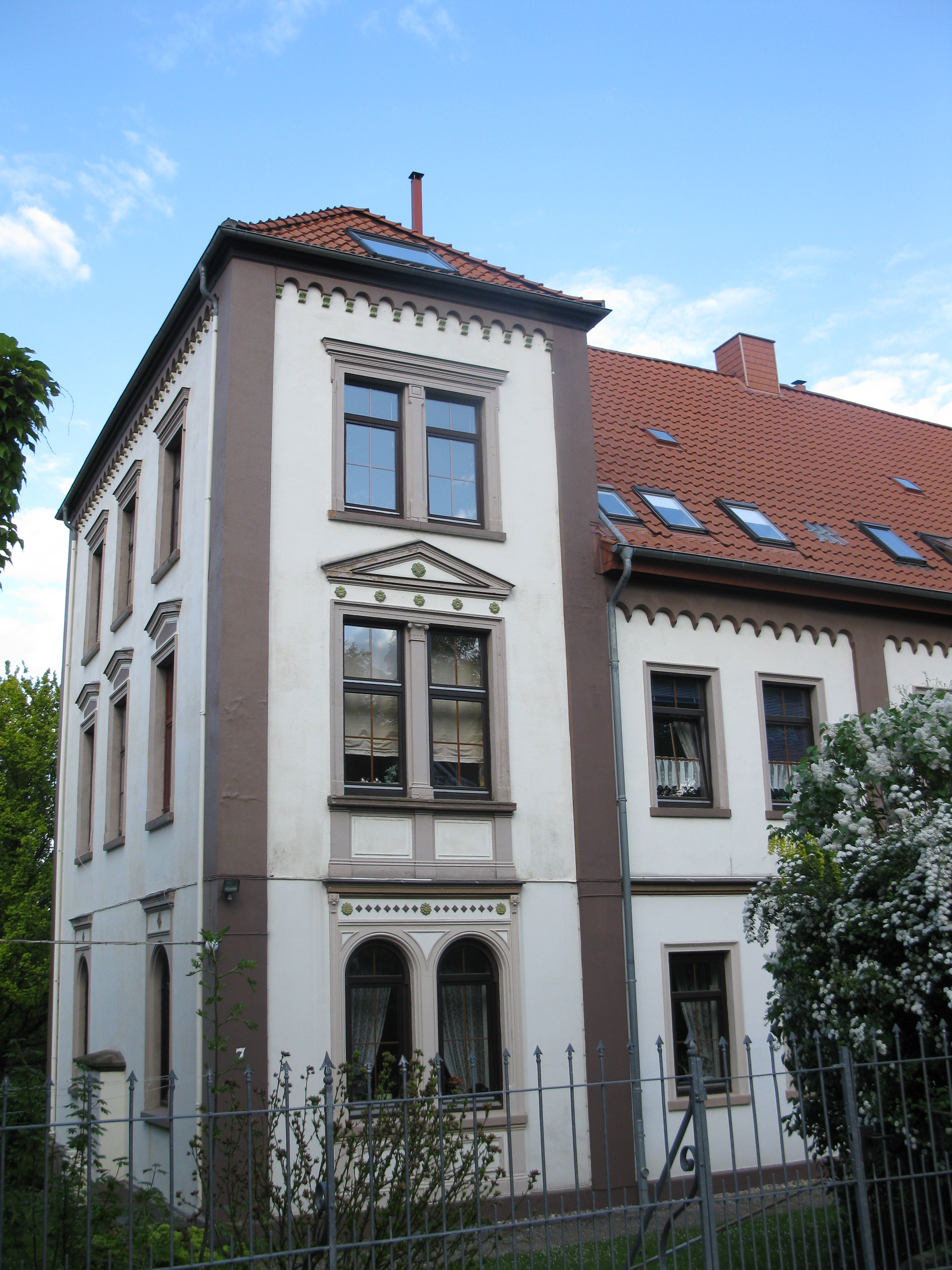
Lasallesches Haus
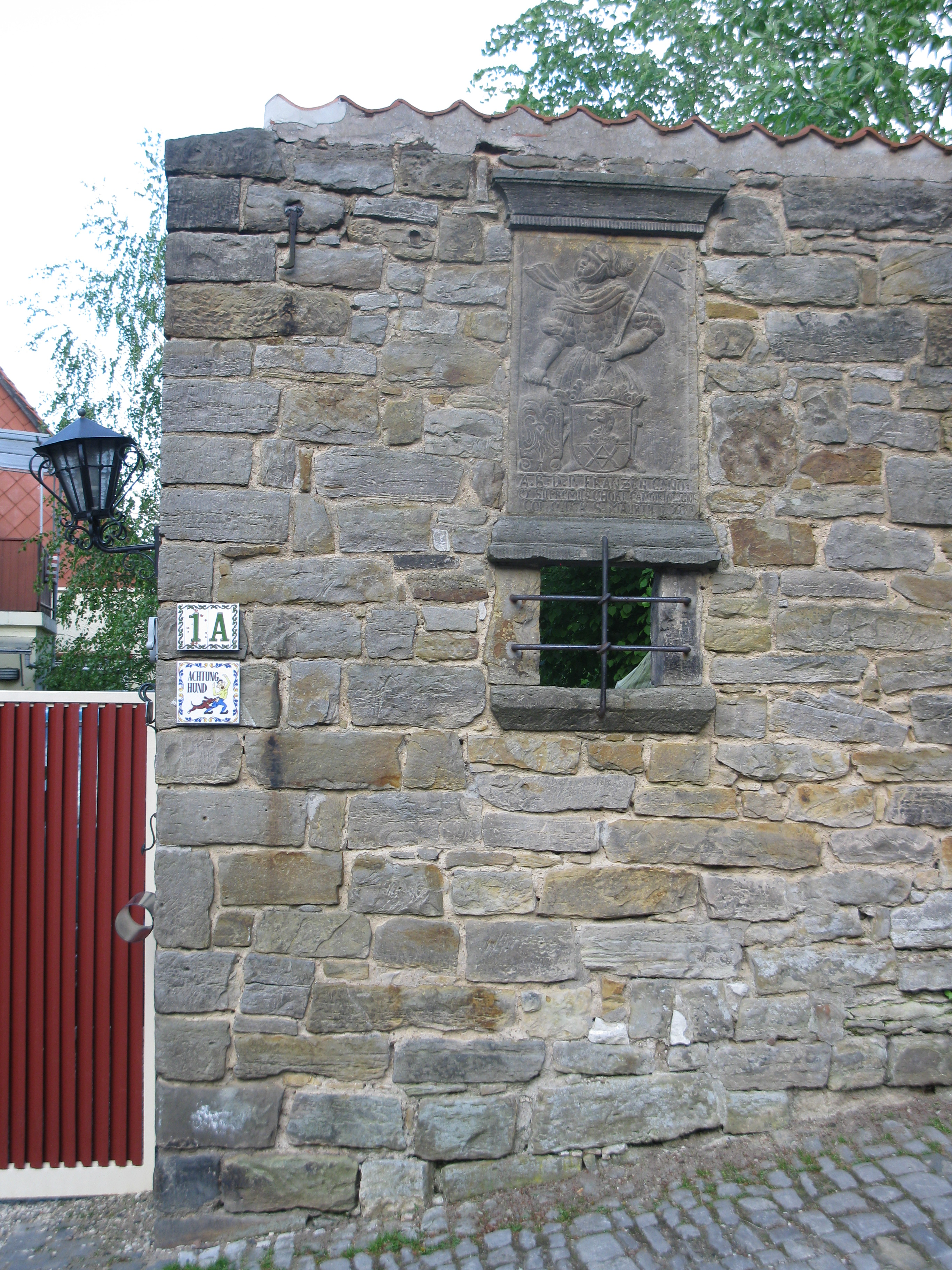
Relief (1730) des hl. Mauritius
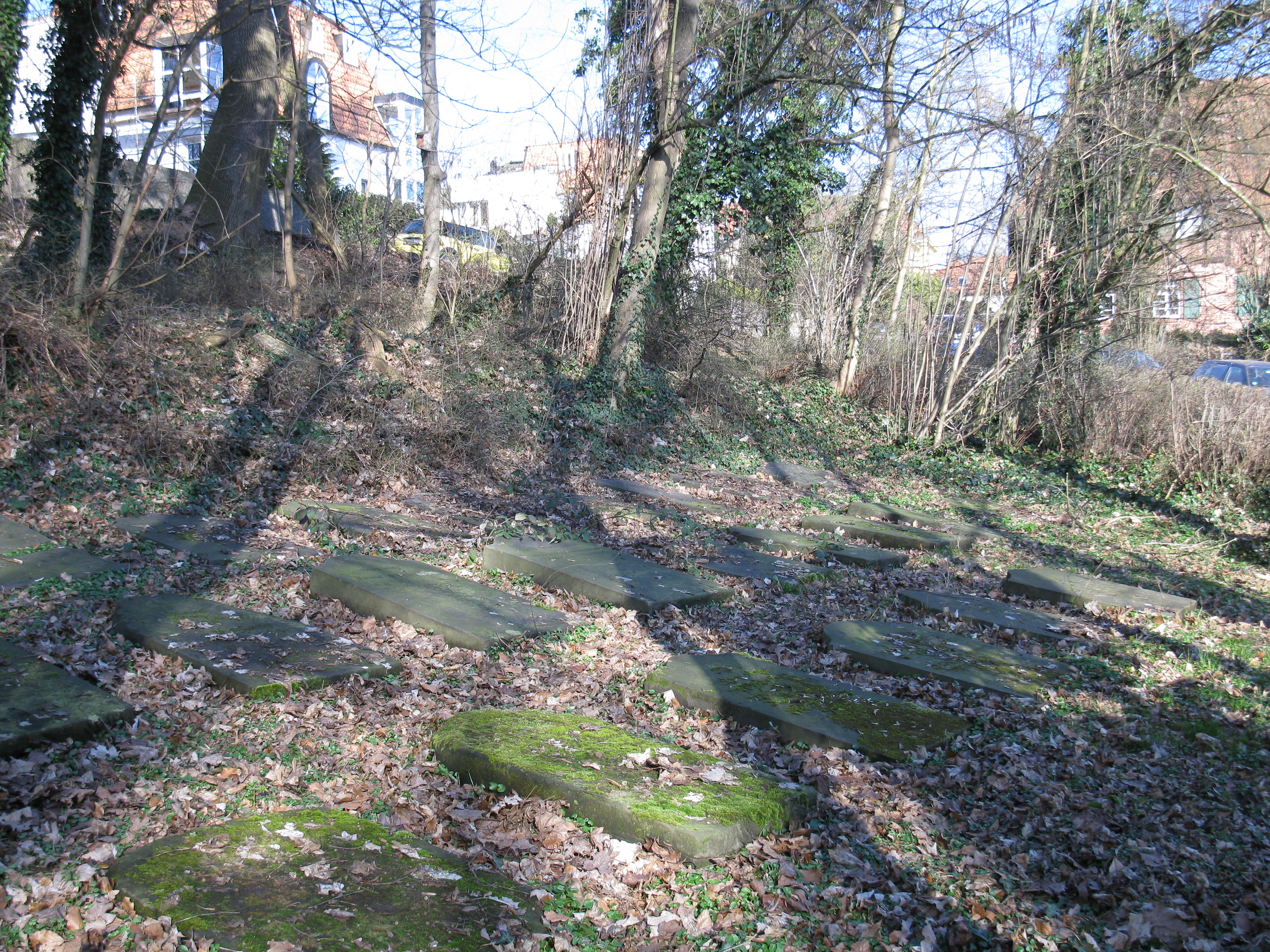
Jüdischer Friedhof
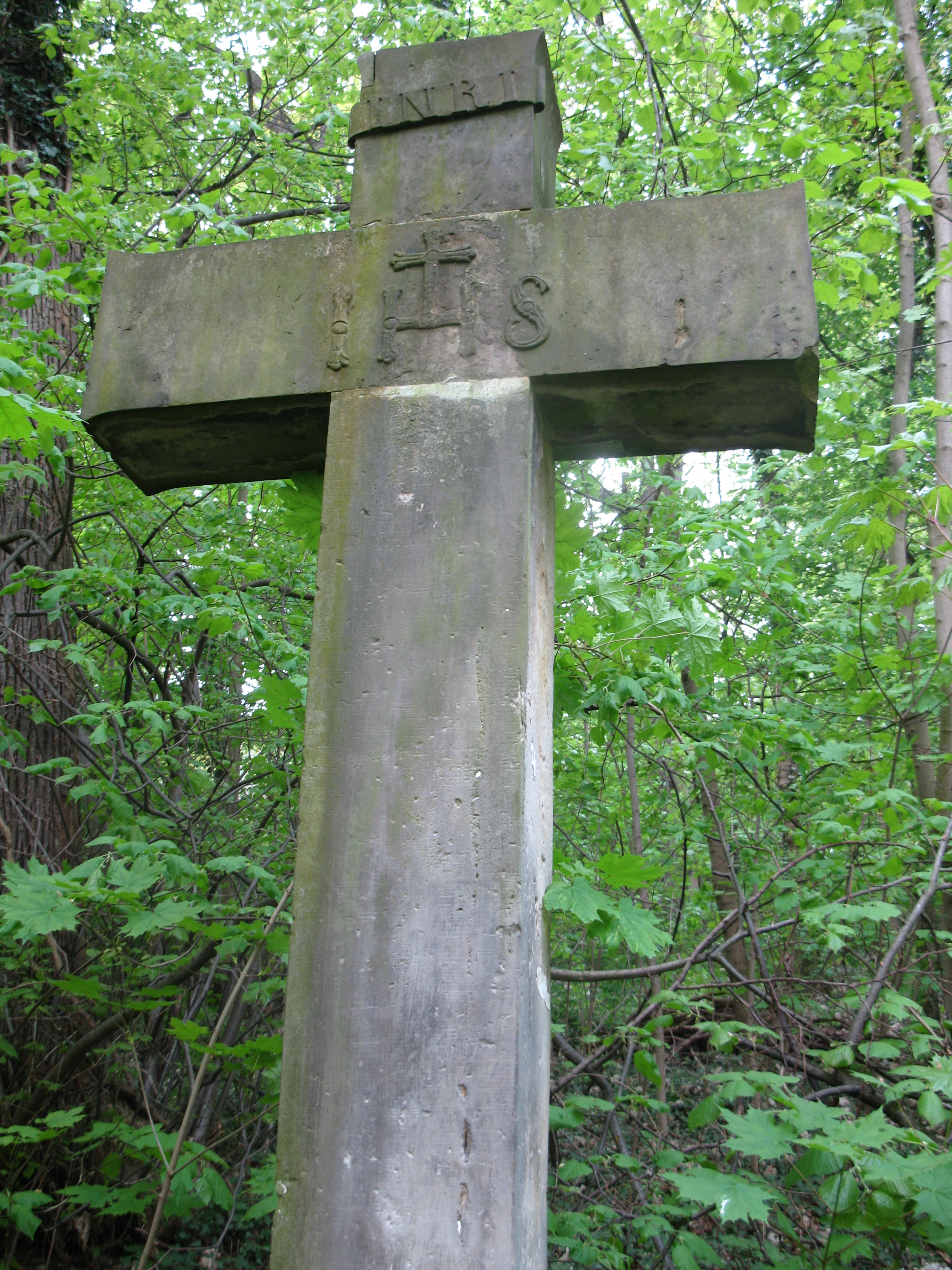
Altes Flurkreuz